# Andrzej Sikorowski

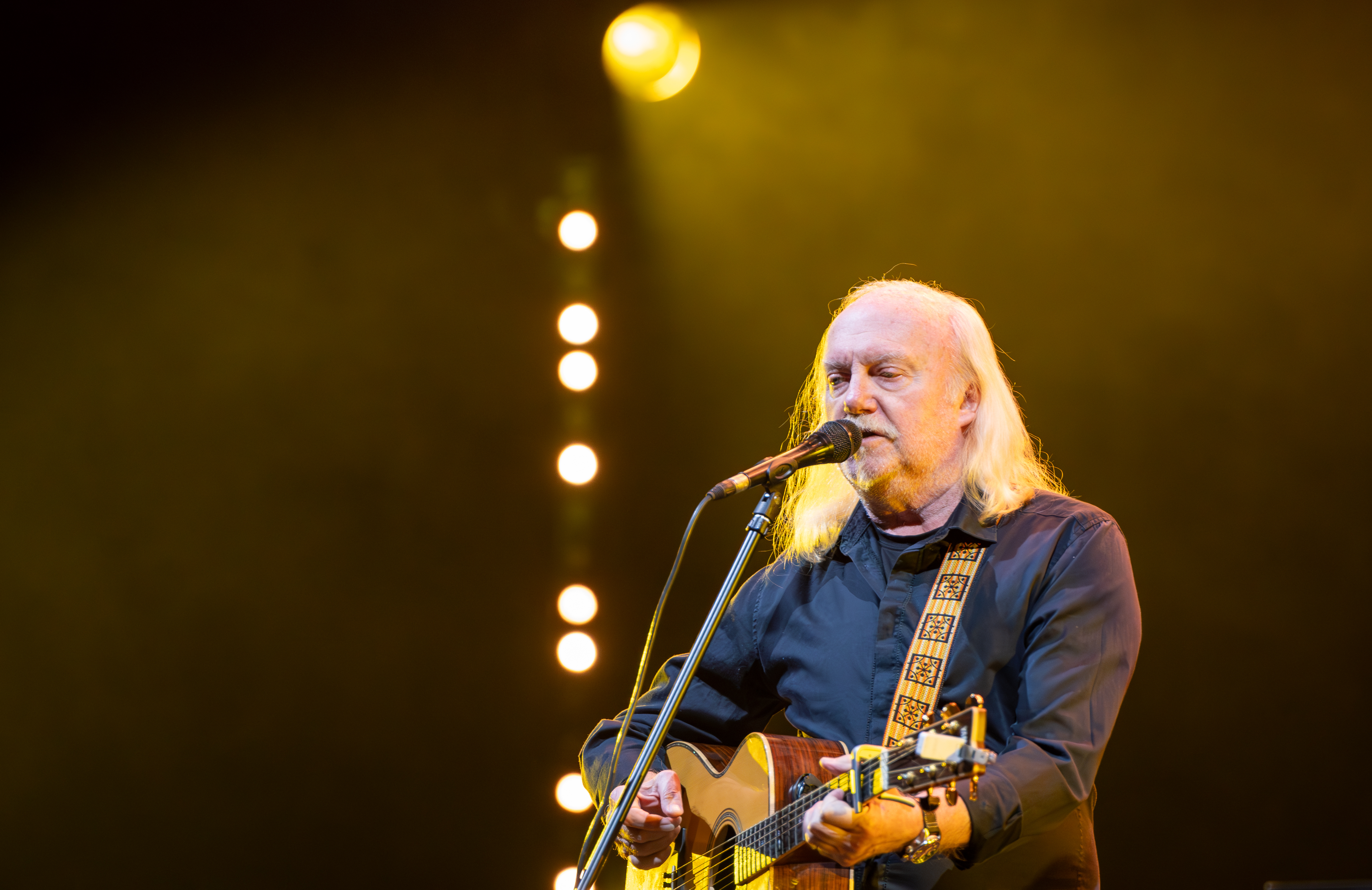
Andrzej Sikorowski, 2025

Andrzej Sikorowski (* 10. Oktober 1949 in Krakau) ist ein polnischer Sänger, Komponist, Gitarrist sowie Autor von Liedertexten.

## Leben und Wirken
Im Jahr 1970 war Sikorowski Preisträger des Studentenliederfestivals in Krakau. Er ist Autor der Hits Bardzo smutna piosenka retro, Nie przenoście nam stolicy do Krakowa und Ale to już było. Seine Lieder wurden u. a. von Maryla Rodowicz, Danuta Rinn und Grzegorz Turnau vorgetragen. Seit 1977 ist er Anführer der Krakauer Gruppe Pod Budą.
Er ist Autor der Sendung Muzyczna plotka, die im ersten Programm des Polnischen Rundfunks ausgestrahlt wird.
Neben der Soloplatte Moje piosenki (1991) nahm er mehr als ein Dutzend Tonträger mit der Gruppe Pod Budą auf. Parallel zur Arbeit mit Pod Budą tritt er seit einigen Jahren gemeinsam mit Grzegorz Turnau im Rahmen des Programms Pasjans na dwóch auf.
Seit 2003 gibt er mit seiner Tochter Maja Konzerte unter dem Titel Dwie ojczyzny. Das Album Kraków – Saloniki nahm er 2005 im Duett mit seiner Tochter auf. Dieses wurde im Jahr 2008 in Polen mit einer Goldenen Schallplatte ausgezeichnet. Auch das Album Zmowa Z Zegarem erhielt Gold.